# Carla Rossetto
 Carla Rossetto (née le 20 décembre 1984 à San Donà di Piave) est une joueuse italienne de volley-ball. Elle mesure 1,68 m et joue au poste de libero.

## Clubs
| Club                    | Pays   | De        | À         |
| ----------------------- | ------ | --------- | --------- |
| Ags Volley San Donà     | Italie | 2002-2003 | 2003-2004 |
| Volley 2002 Forlì       | Italie | 2004-2005 | 2004-2005 |
| Pallavolo Reggio Emilia | Italie | 2005-2006 | 2005-2006 |
| Spes Volley Conegliano  | Italie | 2006-2007 | 2011-2012 |
| Crema Volley            | Italie | 2012-2012 | 2012-2012 |
| Imoco Volley            | Italie | 2012-2013 | …         |

## Palmarès
- Championnat d'Italie
  - Finaliste : 2013.